# Moritz Moszkowski
Moritz Moszkowski (Breslau, 23 d'agost de 1854 - 4 de març de 1925) fou un compositor, pianista i pedagog musical alemany. Ignacy Paderewski va dir, «després de Chopin, Moszkowski va ser qui millor va comprendre com escriure per al piano». Tot i que avui dia és poc conegut, Moszkowski va ser un músic molt respectat i popular durant la segona meitat del segle xix.

## Biografia
Va nàixer a Breslau, Prússia (avui dia Wrocław, Polònia) al si d'una família jueva, i va estudiar música a la seua ciutat natal, a Dresden i a Berlín, sota el mestratge de Theodor Kullak i d'altres. Va ser professor a Berlín durant molts anys, on va establir una gran amistat amb Xaver i Philipp Scharwenka. Arribà a interpretar peces per a piano a quatre mans amb Franz Liszt. Era un jueu devot, en un temps en què molts jueus tractaven d'ocultar la seua fe. Entre els seus deixebles cal esmentar Lluís Bonaterra i Gras, Frank Damrosch, Joaquim Nin i Castellanos, Ernest Schelling i Joaquín Turina. També va dir que Józef Hofmann va ser alumne seu, tot i que s'ha dit que va afirmar que no hi havia res que ningú poguera ensenyar-li, però la veracitat d'aquesta declaració és incerta. Després d'una reeixida carrera com a concertista i director, es va establir a París l'any 1897. Anteriorment (1887), havia estat nomenat membre honorífic de la Royal Philharmonic Society de Londres.
A París va viure a la rue Blanche, i a l'estiu llogava una vil·la que havia estat propietat d'Henri Murger. A París va tenir com a alumnes, entre d'altres, a Vlado Perlemuter, Thomas Beecham, Dickinson i, informalment, Gaby Casadesus. L'any 1899 va ser nomenat membre de l'Acadèmia de Berlín. Sovint va ser temptat per diversos fabricants de pianos a fer gires promocionals pels Estats Units d'Amèrica, però malgrat que se li oferien quantioses retribucions, sempre va refusar-hi.
Al voltant de 1908 havia esdevingut un reclús. Va deixar d'admetre alumnes de composició perquè «volien compondre com artistes bojos de l'estil de Scriabin, Schoenberg, Debussy, Satie...». Abans de la primera guerra mundial s'havia quedat vidu. Va tenir dues filles, una de les quals se li va morir. La seua segona muller era germana de Cécile Chaminade.
Va vendre tots els seus drets d'autor i això el va convertir en un home ric per primera vegada en la seua vida, però va invertir molt en bons i valors alemanys, polonesos i russos, que van ser declarats sense valor a l'esclat de la guerra. L'any 1922, malalt i molt endeutat, va ser objecte d'un concert d'homenatge organitzat pels seus amics i admiradors, que va tenir lloc al Carnegie Hall, amb 14 pianos de cua en escena. Entre els intèrpretes es trobaven Ossip Gabrilowitsch, Percy Grainger, Josef Lhévinne, Wilhelm Backhaus i Harold Bauer. Paderewski va excusar la seua assistència amb un telegrama, i la direcció va estar a càrrec de Frank Damrosch. El concert va produir uns guanys de 10.000 $, i els diners van ajudar-lo a eixir dels immediats problemes financers. No obstant això, la seua salut va empitjorar, i l'any 1925 va ser objecte d'un altre concert benèfic. Moszkowski va morir al març d'aquest any, abans que li poguera arribar la nova tramesa de diners. Els diners arribaren tot just a temps per pagar les despeses del funeral i com a compensació per a la seua vídua i fla seua filla.
El seu germà Alexander Moszkowski (1851-1934) fou un escriptor i satirista amb molta fama a Berlín.

## Obres

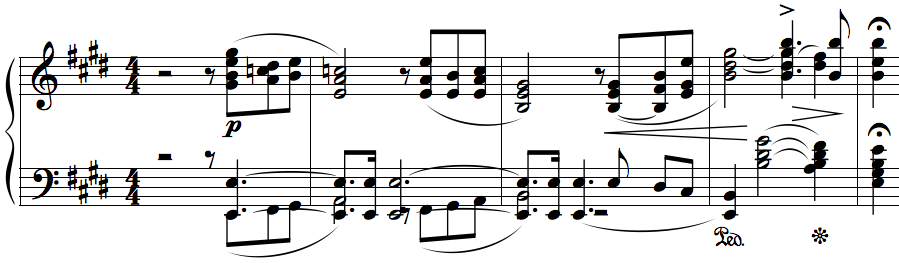
La introducció orquestral del seu Concert per a piano

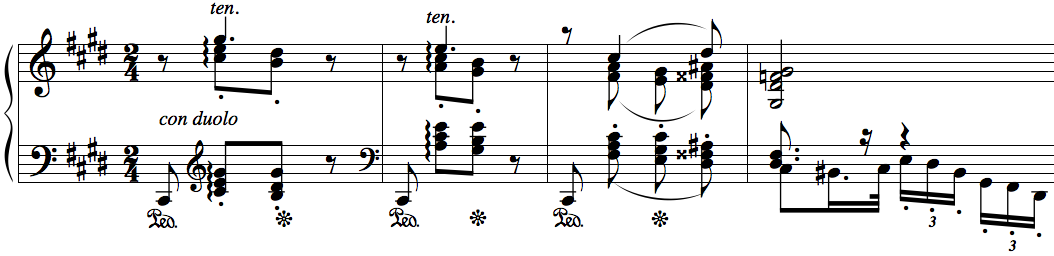
Al segon moviment, el piano toca una variació de la melodia principal

La seua música és brillant però també ha estat titllada com a «desproveïda de caràcter masculí i femení». Va compondre més de dues-centes petites peces per a piano, que li van donar molta popularitat —principalment la sèrie de Dances Espanyoles, op. 12, per a dos pianos (posteriorment arranjades per a piano sol i per a orquestra). La seua primerenca Serenata, op.15, va ser molt cèlebre i fou interpretada en moltes versions, incloent-hi la cançó Liebe, kleine Nachtigall. Avui dia és recordat principalment pels seus quinze Études de Virtuosité, op. 72, que han estat interpretats pels principals pianistes, com ara Vladimir Horowitz i Marc-André Hamelin. Sorprenentment no van ser enregistrats complets fins a l'any 1970 (per Ilana Vered). Moltes de les seues brillants i breus peces, com ara les Étincelles (Espurnes), s'empren com a propines al final dels concerts pianístics.
També va compondre obres més ambicioses, com ara el seu Concert per a piano i orquestra en mi major, op. 59 (1898), el Concert per a violí i orquestra en do major, op. 30, dues suites orquestrals (op. 39 i 47), i una simfonia amb el títol de Joana d'Arc, op. 19.
Va compondre l'òpera Boabdil der letzte Maurenkönig, op. 49, sobre l'episodi històric de la conquesta de Granada. Va ser estrenada a l'Òpera de Berlín el 21 d'abril de 1892, i es va representar a Praga i Nova York l'any següent. No ha romàs al repertori, però la seua música de ballet va ser molt popular durant anys. Va compondre també el ballet en tres actes Laurin (1896) op. 53.
La seua suite en sol menor per a dos violins i piano, op. 71, ha estat enregistrada per Itzhak Perlman i Pinchas Zukerman.
Dos estudis atribuïts a Paul de Schlözer i publicats com el seu op. 1 (la seua única obra publicada), han estat considerats per alguns historiadors com a obra de Moszkowski. Les similituds entre l'Estudi núm. 2 en La bemoll i el núm. 11 dels 15 Études de Virtuosité, op. 72, també en La bemoll, són sorprenents. Tot i això, també és possible que aquestes similituds foren fortuïtes, i que hagueren donat lloc a la llegenda del plagi. Diu la contalla que Moszkowski va compondre les obres, però que va perdre el manuscrit jugant a les cartes amb de Schlözer, el qual les va publicar com a autor.

## Escolta
| 1r moviment del Concert per a piano |
|                                     |
|                                     |
|                                     |
| 2n moviment del Concert per a piano |
|                                     |
|                                     |
|                                     |
| 3r moviment del Concert per a piano |
|                                     |
|                                     |
|                                     |

## Discografia selecta
- The Romantic Piano Concerto, Vol. 1 - Moszkowski i Paderewski (Piers Lane)
- Moritz Moszkowski: Piano Music Vol. 1, 2 & 3 (Seta Tanyel)